# Irion County
Irion County je okres ve státě Texas v USA. K roku 2010 zde žilo 1 599 obyvatel. Správním městem okresu je Mertzon. Celková rozloha okresu činí 2 725 km².